# Coleophora nivifera
Coleophora nivifera é uma espécie de mariposa do gênero Coleophora pertencente à família Coleophoridae.